# Nottonville
Nottonville ist eine französische Gemeinde mit 283 Einwohnern (Stand: 1. Januar 2022) im Département Eure-et-Loir in der Region Centre-Val de Loire. Sie gehört zum Arrondissement Châteaudun und ist Mitglied im Gemeindeverband Communauté de communes Cœur de Beauce. Die Einwohner werden Nottonvillois und Nottonvilloises genannt.

## Geographie
Nottonville liegt etwa 14 Kilometer nordwestlich von Orléans. Umgeben wird Nottonville von Nachbargemeinden Villiers-Saint-Orien im Norden und Westen, Courbehaye im Nordosten, Cormainville im Osten, Bazoches-en-Dunois im Südosten, Varize im Süden und Südosten, Villemaury im Südwesten sowie Conie-Molitard im Westen.

## Bevölkerungsentwicklung
| Jahr                       | 1962 | 1968 | 1975 | 1982 | 1990 | 1999 | 2006 | 2018 |
| Einwohner                  | 437  | 400  | 343  | 325  | 275  | 252  | 274  | 295  |
| Quellen: Cassini und INSEE |      |      |      |      |      |      |      |      |

## Sehenswürdigkeiten

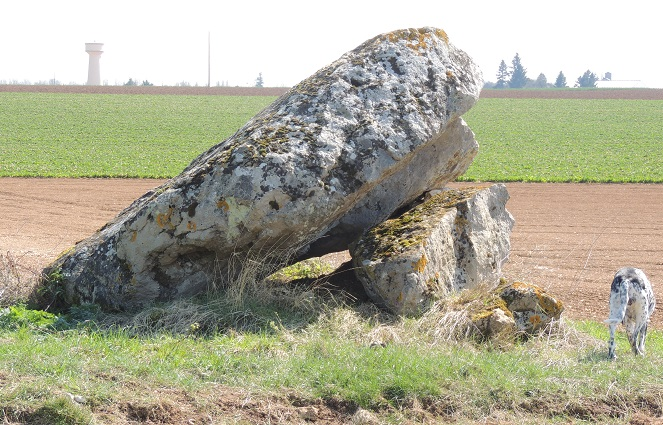
Dolmen de la Brosse

- Dolmen de la Bosse oder Le Palet de Gargantua
- Dolmen und Polissoirs von Le Bois und Vallières
- Kirche Saint-Pierre aus dem 14. Jahrhundert
- früheres Kloster Le Bois aus dem 10. Jahrhundert, seit 1988 Monument historique
- Schloss La Brosse, Monument historique

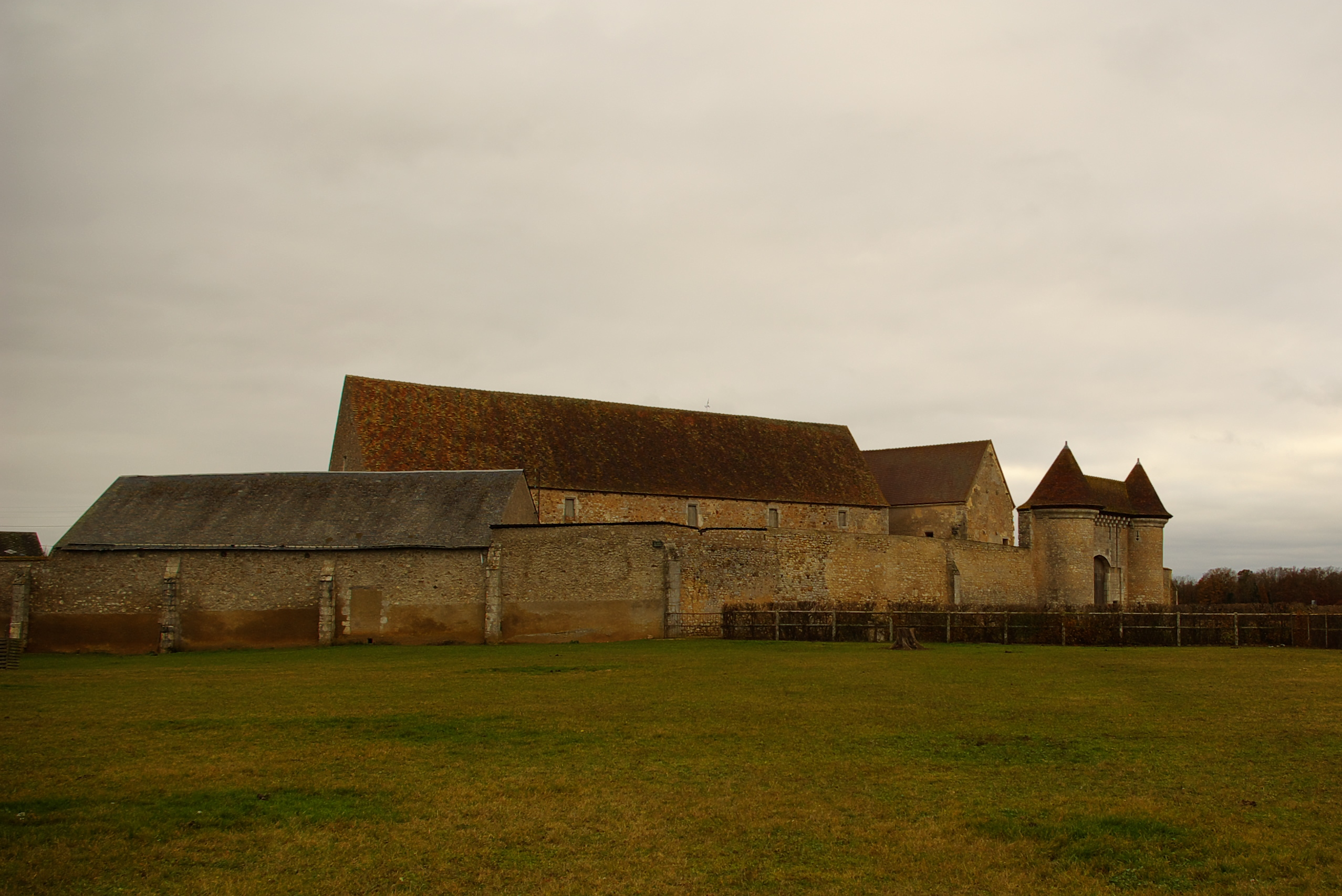
Früheres Kloster Le Bois
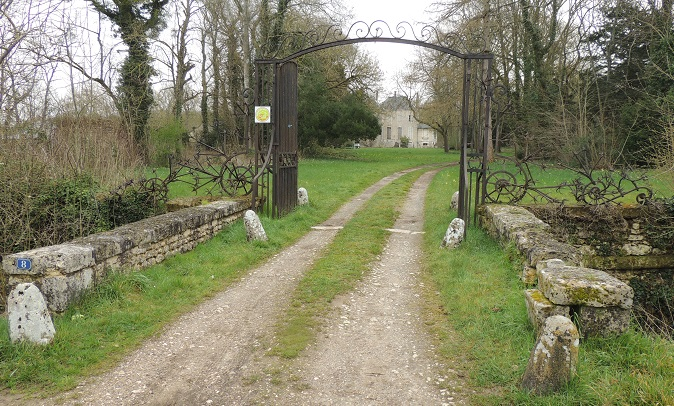
Weg zum Schloss La Brosse